# Khevenhüller

Wappen derer von Khevenhüller

Die Khevenhüller sind ein in Kärnten beheimatetes Adelsgeschlecht, das dort seit 1396 urkundlich nachweisbar ist und seinen Stammsitz auf Burg Landskron hatte.
1566 erfolgte die Erhebung in den Freiherrenstand. Im 16. Jahrhundert teilte es sich in die zwei Hauptlinien Khevenhüller-Frankenburg (1593 Reichsgrafen) und Khevenhüller-Hochosterwitz (1725 Reichsgrafen und 1763 als Khevenhüller-Metsch Fürsten, wodurch die Familie in den Hochadel aufstieg).

## Geschichte

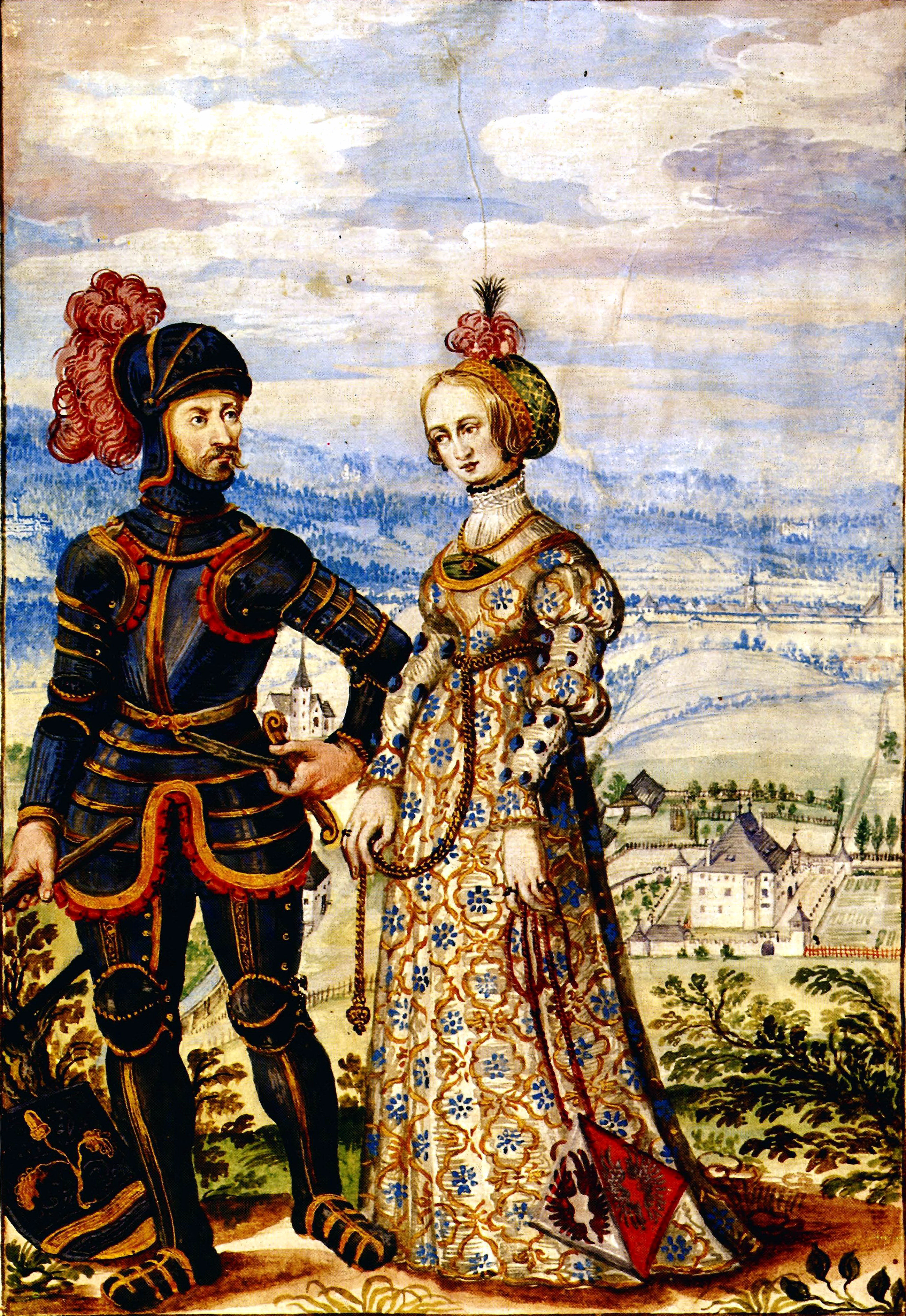
Ritter Ulrich Khevenhüller (ca. 1430–1492) und Frau Anna geb. von Kellerberg. Daneben Schloss Mörtenegg und die Kirche St. Martin bei Villach.

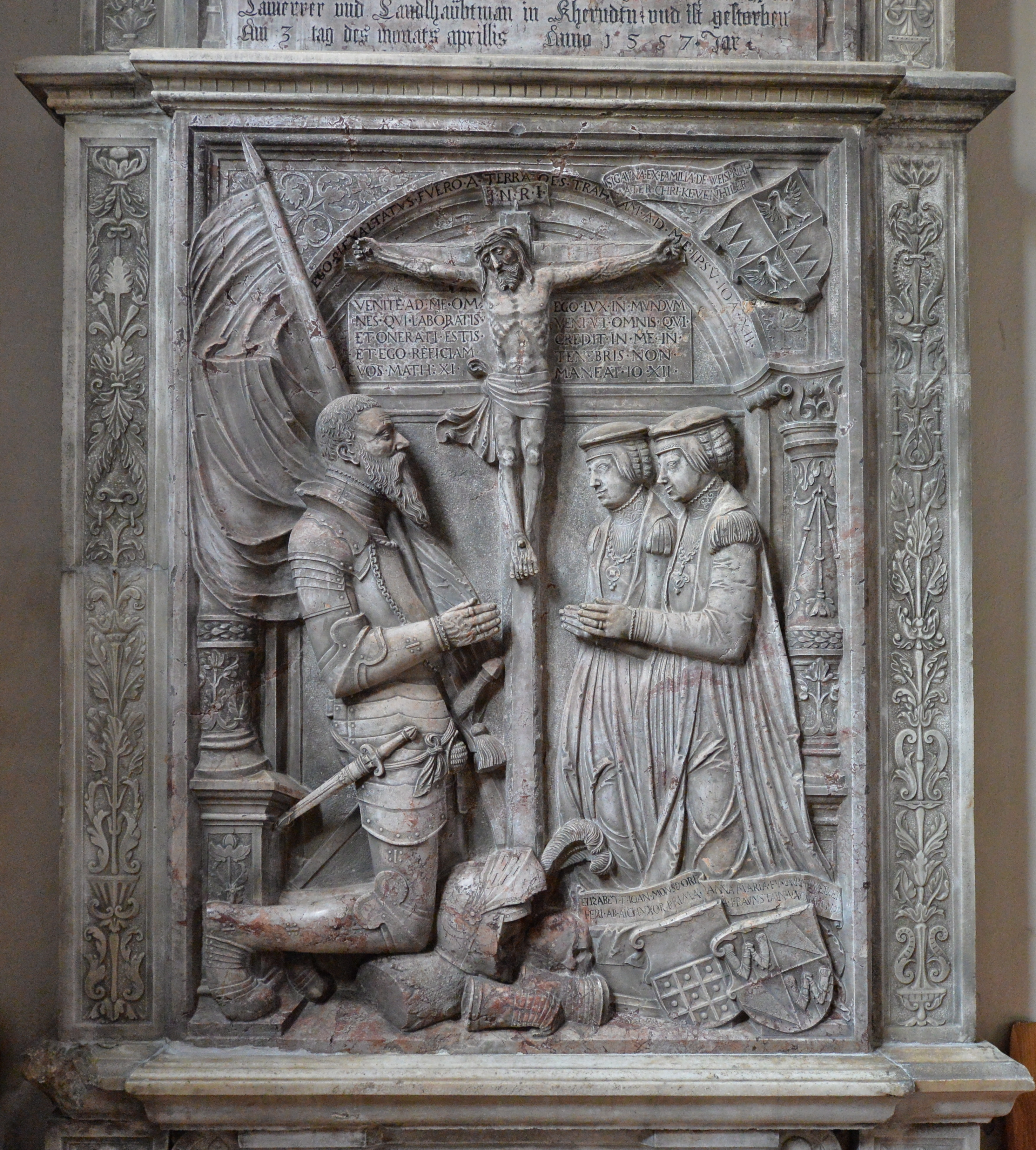
Renaissance-Epitaph mit dem Relief des Christoph Khevenhüller und seinen beiden Gemahlinnen in der Khevenhüllerkapelle der Hauptstadtpfarrkirche Heiliger Jakob d. Ä. in der Statutarstadt Villach

Das Geschlecht stammt ursprünglich aus Kevenhüll bei Beilngries (Hochstift Eichstätt, heute zu Oberbayern) und erscheint urkundlich erstmals am 24. Juli 1330 mit Ulreich dem Chevenhuelaer. Es beginnt seine ununterbrochene Stammreihe in Kärnten mit dem Stadtrichter Hans Khevenhüller, urkundlich 1396; † 1425, der auch Bischöflich bambergischer Pfleger zu Federaun war.
Der Aufstieg des Geschlechts der Khevenhüller in Kärnten begann 1525 mit der Ernennung Christoph Khevenhüllers zum Hauptmann der Ortenburg bei Spittal an der Drau. Christoph heiratete die vermögende Spittaler Bürgerstochter Elisabeth Mansdorfer (Manndorff). Diese Ehe ermöglichte ihm den Erwerb zahlreicher Liegenschaften in Oberkärnten, darunter Burg Sommeregg, die Ortenburg, Eisenbergbaue in Eisentratten bei Gmünd, und weiterer Güter und Anwesen, unter anderem der Burgen Aichelberg und Landskron. Christoph Khevenhüller konvertierte zum Protestantismus.
Christophs Söhne Johann (Hans), Moritz und Bartlmä führten die Erfolgsgeschichte der Khevenhüller in wirtschaftlicher und politischer Sicht fort. Hans machte am Hof Karriere und war schließlich 26 Jahre lang Gesandter des römisch-deutschen Kaisers am spanischen Hof. Er war Kämmerer und Geheimrat und wurde 1587 zum Ritter vom goldenen Vlies geschlagen. 1593 wurde er in den Grafenstand erhoben, dieser Titel ging mit seinem Tod an seinen Bruder Bartlmä (1539–1613) über.
Hans erhielt 1581 von Kaiser Rudolf II. das Schloss Kammer sowie die Herrschaften Burg Kogl (wo die Khevenhüller 1750 das Schloss Kogl erbauten) und Frankenburg (mit Schloss Frein), die zur „Grafschaft Frankenburg“ vereinigt wurden. (Die Khevenhüller haben nach der zeitweiligen Besetzung von Oberösterreich durch die Bayern 1810–1816 die Herrschaften Kogl und Frankenburg an die Pausinger verkauft, nur Kammer verblieb weiterhin bis 1904 in ihrem Besitz.)
Bartlmäs Aktivitäten blieben hingegen auf Kärnten konzentriert. Er avancierte zum Burggrafen und Sprecher der Stände. Außerdem weitete er die Besitztümer derart aus, dass die Khevenhüller als eines der finanzkräftigsten Geschlechter des Reichs gelten konnten. 1585 bis 1603 erbaute er das Schloss Velden, 1599 erwarb er die Herrschaft Paternion. Auch in religiöser Hinsicht stellte er als Oberhaupt der Protestanten in Kärnten eine zentrale Figur dar. Moritz hingegen blieb wirtschaftlich erfolglos.
Ein Cousin der drei Brüder, der Landeshauptmann Georg von Khevenhüller, ebenfalls überzeugter Protestant, erwarb in Kärnten die Burg Hochosterwitz und das Schloss Wernberg (später ergänzt um Schloss Damtschach) und baute sie zu ihrer heutigen Gestalt aus. Für seine zweite Frau ließ er Schloss Annabichl erbauen. In Villach baute er um 1570 ein Stadtpalais, das sogenannte Venetianerhaus.
Im Zuge der Gegenreformation, als Kaiser Ferdinand II. die Religionsfreiheit des protestantischen Adels aufhob, wurden die protestantischen Zweige der Khevenhüller gezwungen, ihre Kärntner Güter aufzugeben und 1628, gemeinsam mit vielen anderen  Exulanten, in andere Länder des Reichs auszuwandern, die meisten von ihnen in die evangelische freie Reichsstadt Nürnberg, wo die Khevenhüller 1637 das Schloss Oberbürg von einem weiteren Emigranten erbten. Paul Khevenhüller (1593–1655) stand während des Dreißigjährigen Krieges in schwedischen Diensten; zur Finanzierung des Krieges hatte der Protestant Khevenhüller dem schwedischen König 70.000 schwedische Reichstaler geliehen. Nach dem Tod Gustav Adolfs war der schwedische Staat nicht in der Lage, die von Khevenhüller geliehene Summe zurückzuerstatten; Paul Khevenhüller wurde daher mit dem Gut Julita Gård in Södermanland abgefunden, das bis ins 19. Jahrhundert von seinen Nachfahren bewohnt wurde. Der Urenkel Nicolaus Ludwig Reichsgraf von Zinzendorf und Pottendorf gründete 1727 die Herrnhuter Brüdergemeine.
Bartlmäs Sohn Franz Christoph von Khevenhüller, Graf zu Frankenburg, konvertierte 1609 zum Katholizismus und wurde langjähriger Gesandter des Wiener Hofs in Spanien. Er verfasste mit den Annales Ferdinandei ein wichtiges historisches Quellenwerk.
Sigmund Friedrich von Khevenhüller, ab 1725 Reichsgraf von Hohenosterwitz und Annapichl, Freiherr auf Landskron und Wernberg, war von 1698 bis 1712 Landeshauptmann von Kärnten. Sein Sohn Johann Joseph von Khevenhüller-Metsch heiratete 1728 Karolina Gräfin von Metsch, Erbtochter des ohne männliche Nachkommen verstorbenen Reichsvizekanzlers Johann Adolf von Metsch, weshalb er und seine Nachkommen sich seit 1751 Khevenhüller-Metsch nennen. 1764 von Kaiser Josef II. in den Reichsfürstenstand erhoben, wurde er 1770 Erster Obersthofmeister sowie Staats- und Konferenzminister.
Die Gruft der Familie Khevenhüller-Metsch befindet sich seit 1607 in der Burgkirche der Burg Hochosterwitz. Damals lehnte es die wieder katholisch gewordene Pfarre Villach ab, den protestantischen Franz Freiherrn von Khevenhüller in der Hauptpfarrkirche („Villacher Dom“) zu bestatten. Zuletzt wurde Maximilian Khevenhüller-Metsch (1919–2010) in der Burgkirche begraben. Die auf Schloss Riegersburg ansässige Linie der Familie hatte ihre Familiengruft auf der Burg Hardegg; viele Grabstätten der Khevenhüller befinden sich außerdem in der Schottenkirche (Wien).

## Bauten und Besitzungen
Die Burgen Landskron und Hochosterwitz in Kärnten wurden unter den Khevenhüllern zu prächtigen Renaissance-Anlagen ausgebaut, das 1730 erworbene Schloss Riegersburg im niederösterreichischen Waldviertel zu einem Barockschloss für Graf Sigmund Friedrich und seinen Sohn Fürst Johann Joseph, der 1751 auch das niederösterreichische Schloss Ladendorf erwarb. Ebenfalls ein Barockbau ist das seit 1753 im Familienbesitz befindliche Schloss Pellendorf in Gaweinstal. Die seit Mitte des 17. Jahrhunderts im Familienbesitz befindliche Burg Hardegg im Waldviertel wurde ab 1878 von Johann-Carl von Khevenhüller wieder aufgebaut, der auch als Mitkämpfer Kaiser Maximilians von Mexiko bekannt wurde. Das in der Nähe von Riegersburg und Hardegg gelegene Schloss Fronsburg gehörte der Familie seit 1739 und diente als Verwaltungs- und Gerichtssitz für die Besitzungen im Waldviertel.
Hochosterwitz, Niederosterwitz und Pellendorf gehören bis heute der Familie Khevenhüller. Riegersburg, die Burg Hardegg, die Fronsburg und Schloss Ladendorf befinden sich heute noch im Besitz von Nachfahren über weibliche Linien.

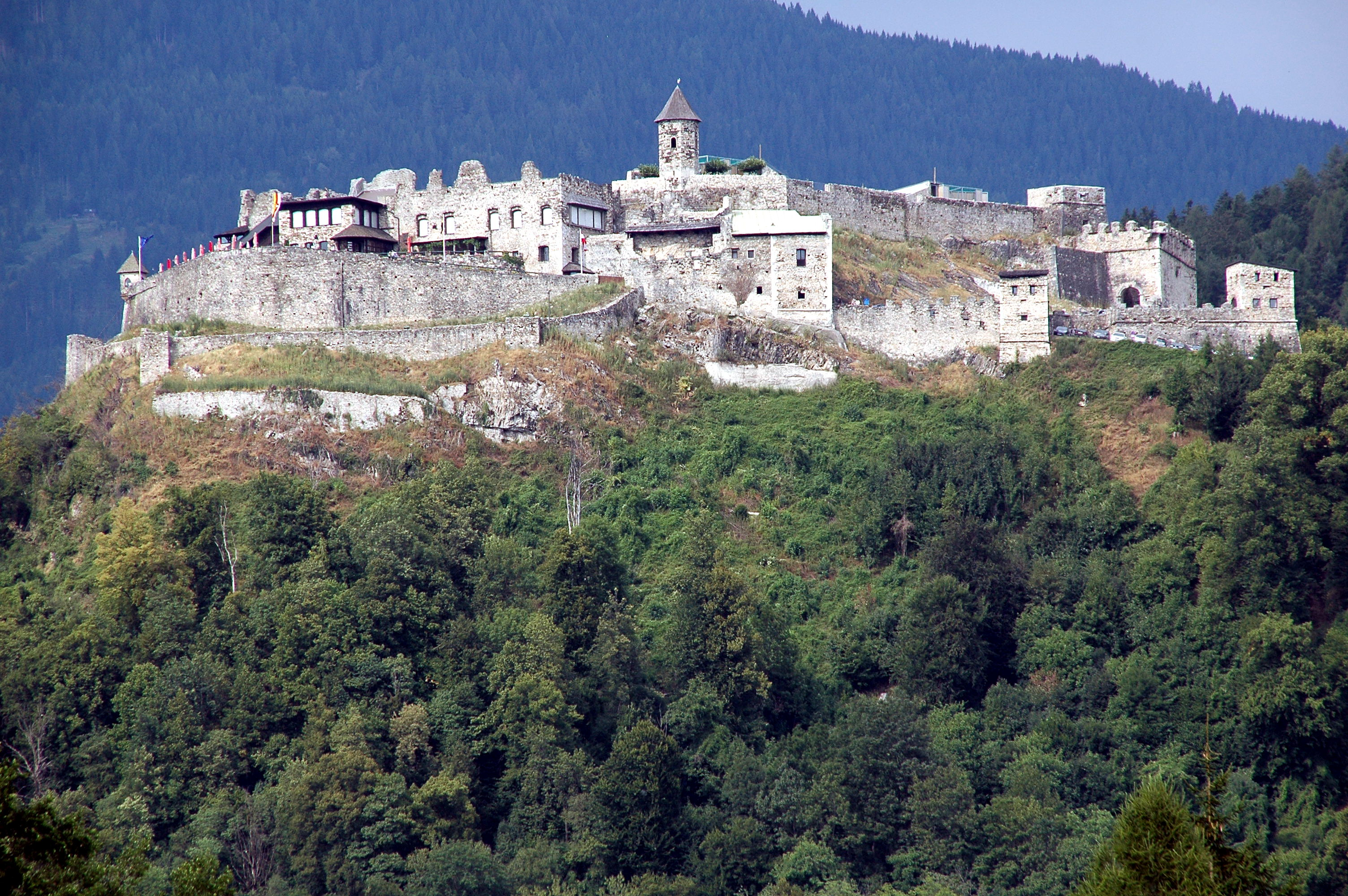
Burg Landskron (Kärnten)
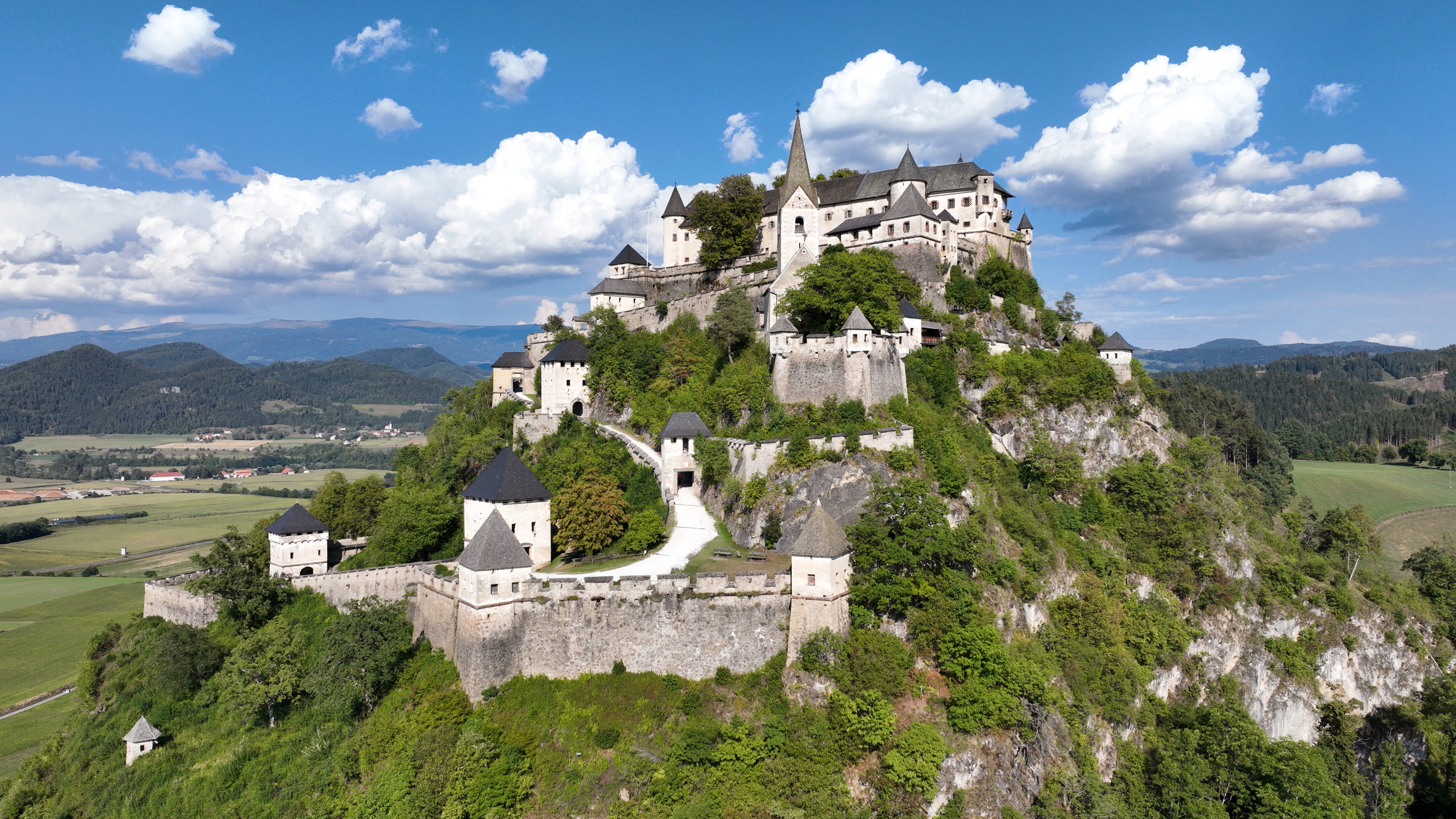
Burg Hochosterwitz
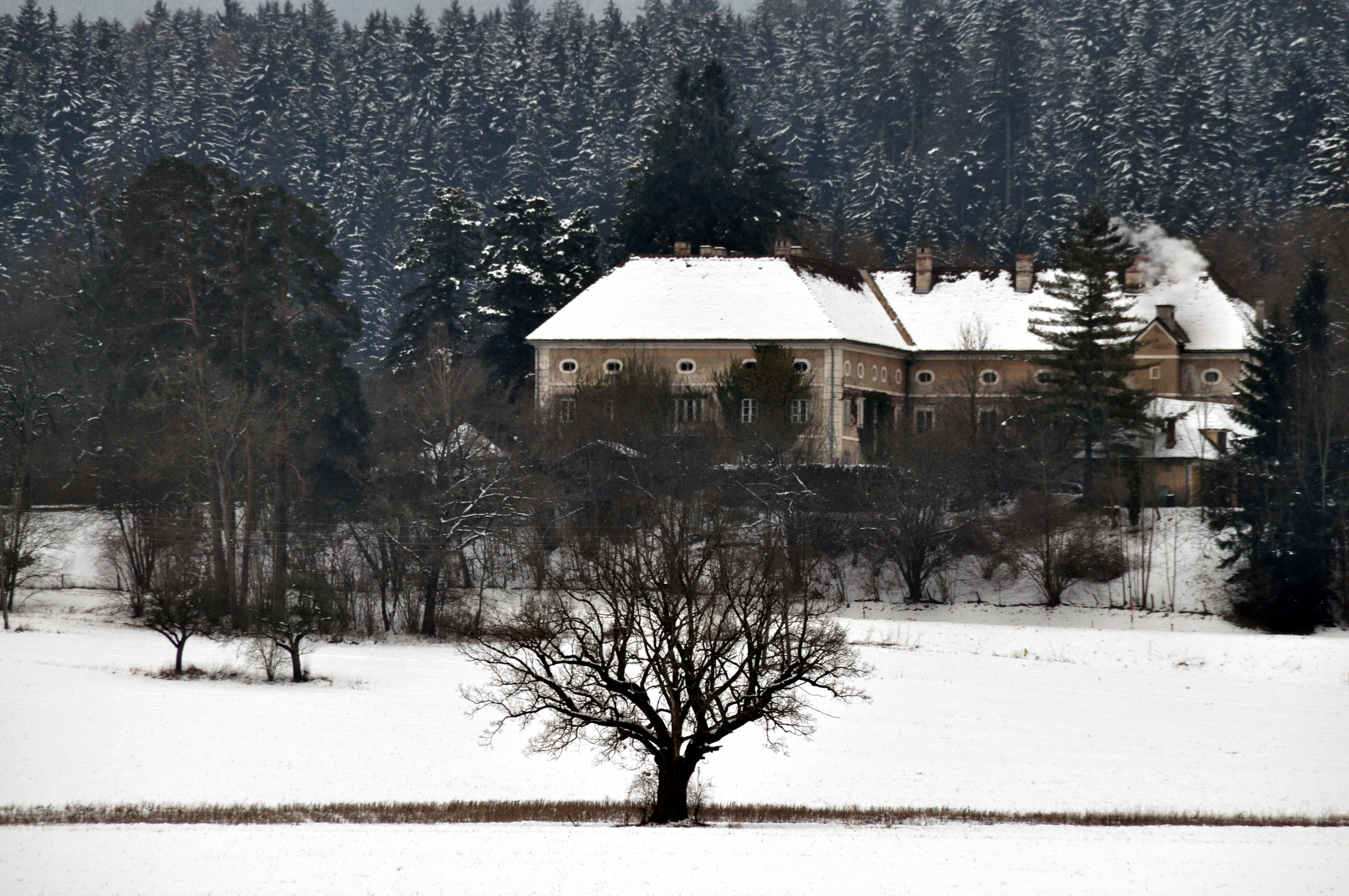
Schloss Niederosterwitz
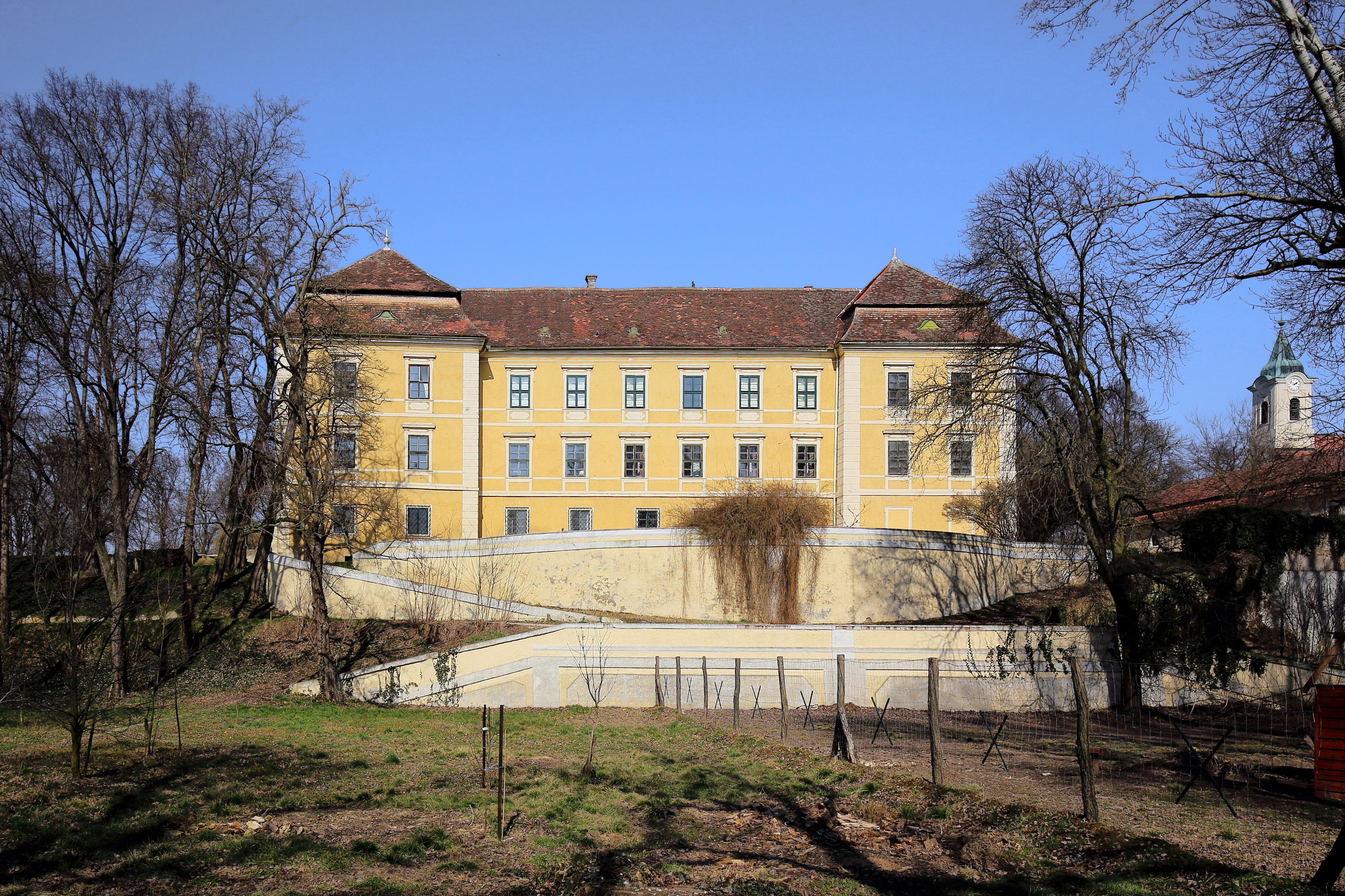
Schloss Pellendorf in Gaweinstal
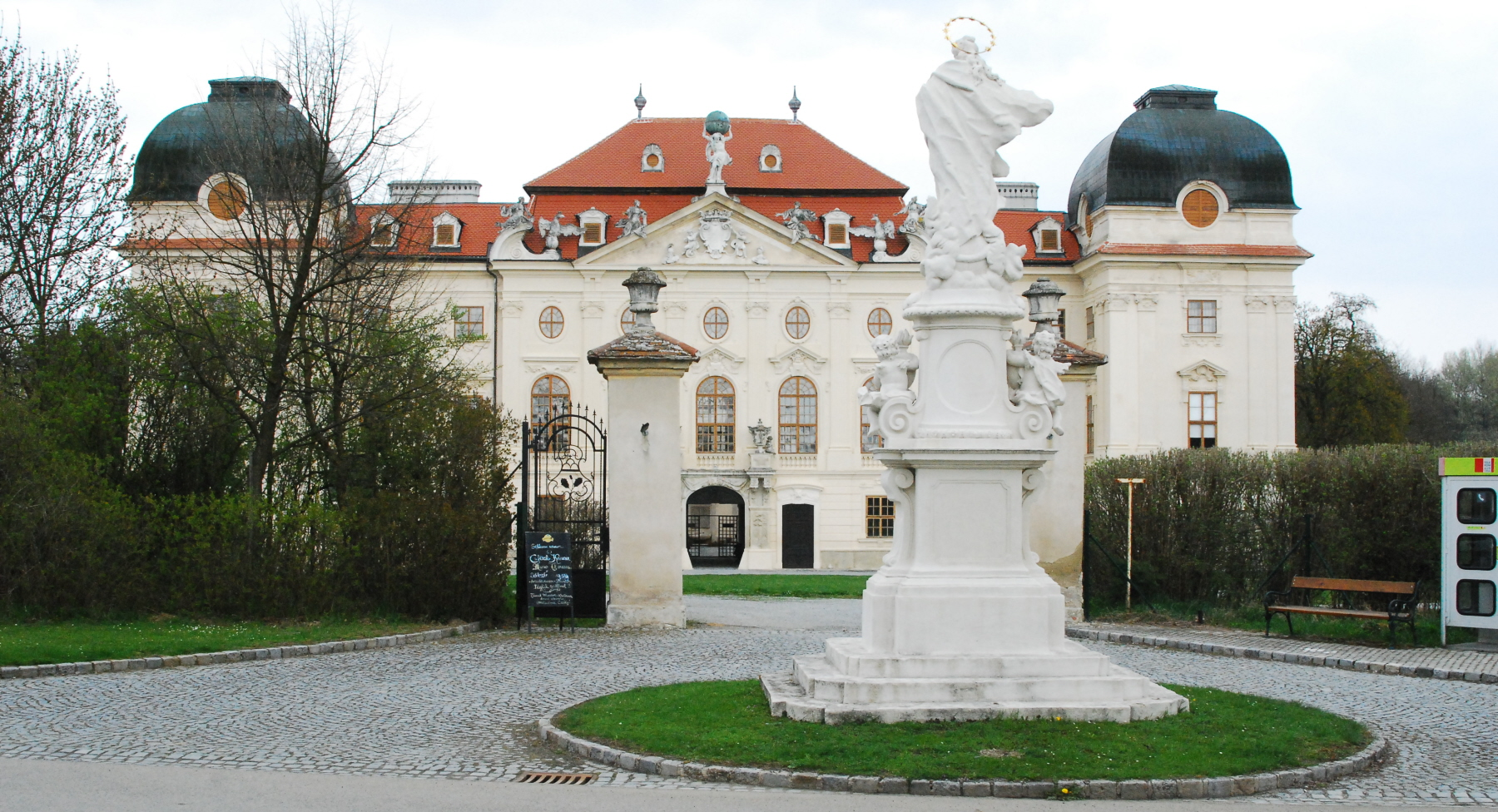
Schloss Riegersburg
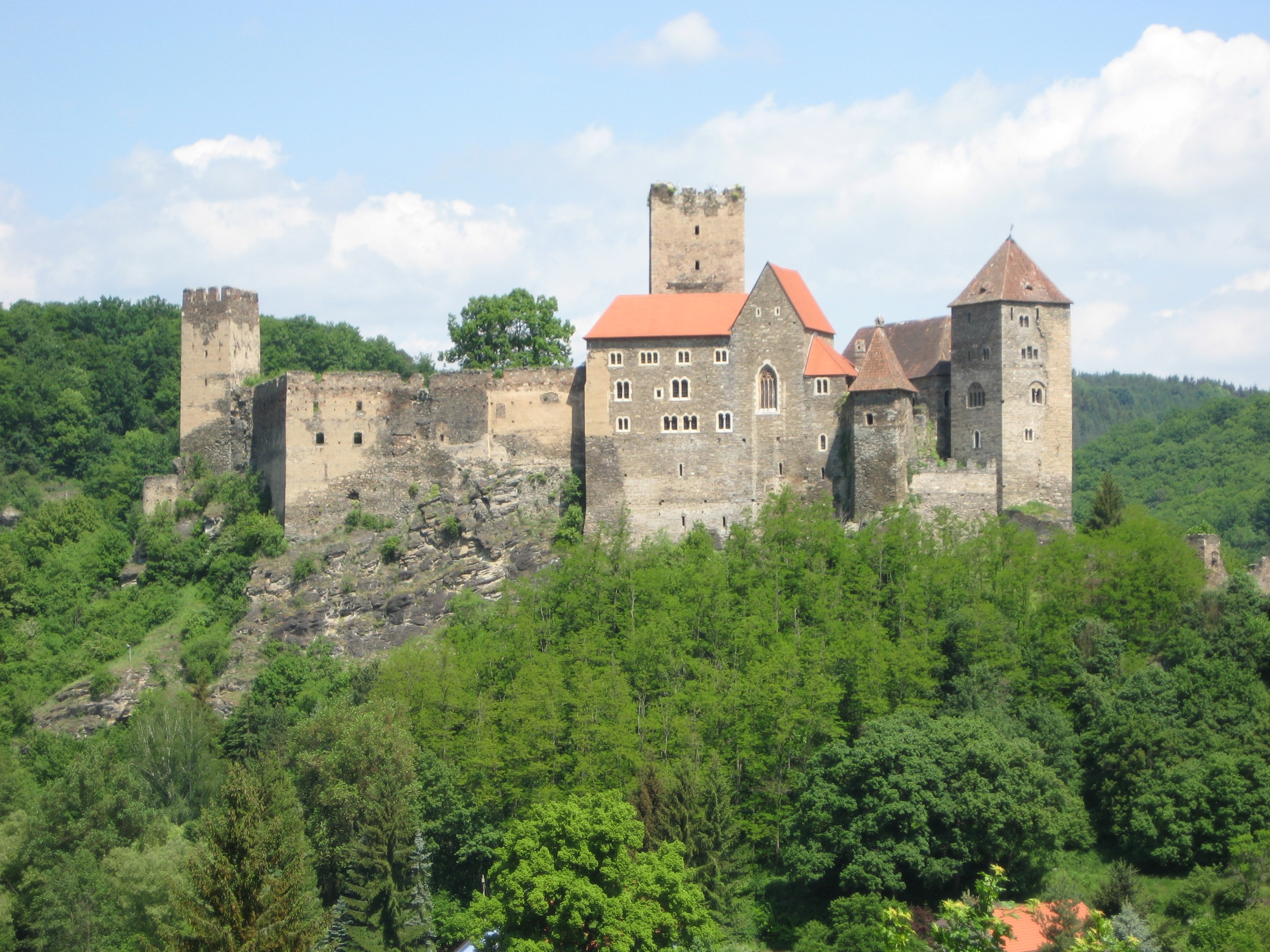
Burg Hardegg
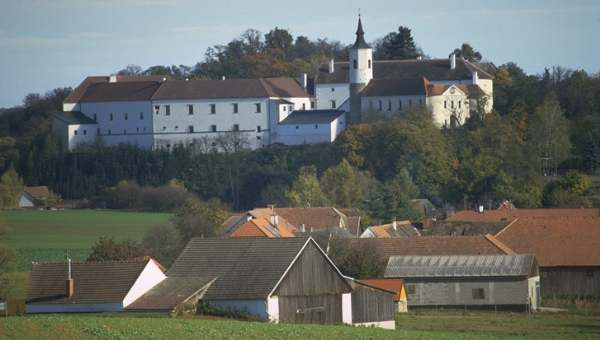
Schloss Fronsburg
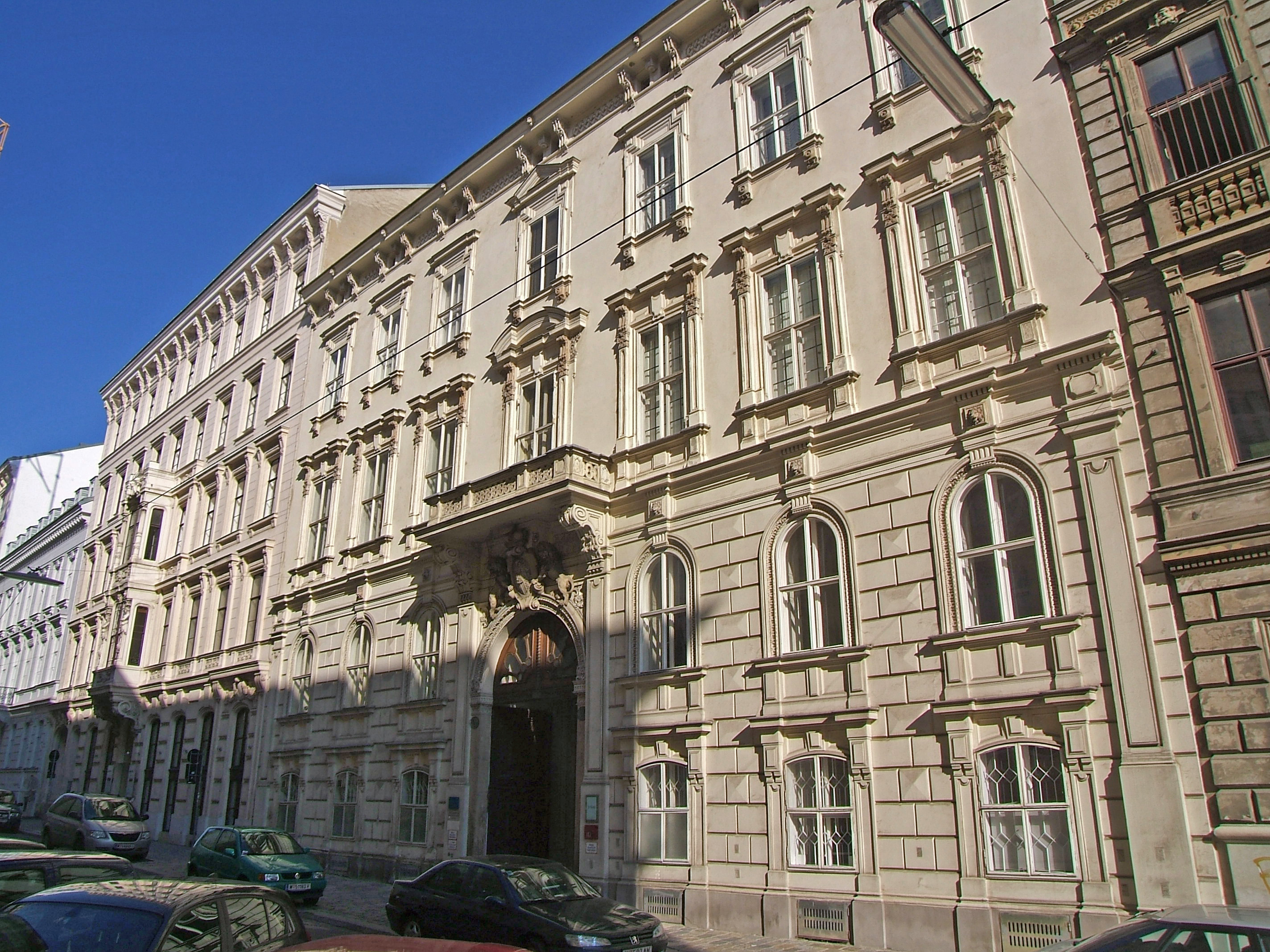
Palais Khevenhüller-Metsch, Wien

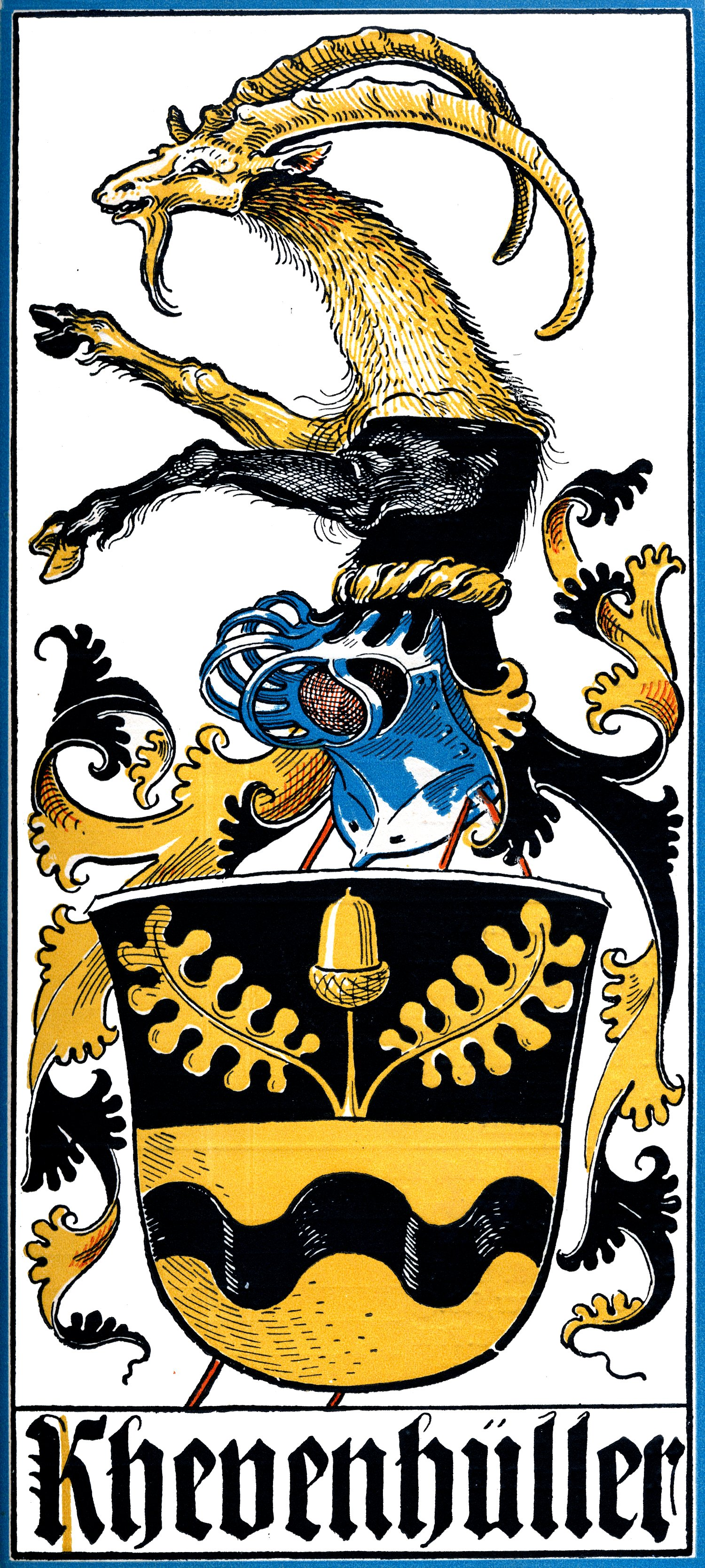
Wappengrafik von Otto Hupp im Münchener Kalender von 1903

## Wappen
Das geteilte Wappen von 1425 zeigt oben in Schwarz einen goldenen Eichenzweig mit einer Eichel und zwei Blättern, unten in Gold einen schwarzen Wellenbalken. Auf dem Helm mit schwarz-goldenen Decken ein wachsender, von Gold und Schwarz geteilter Steinbock.

## Bedeutende Familienmitglieder

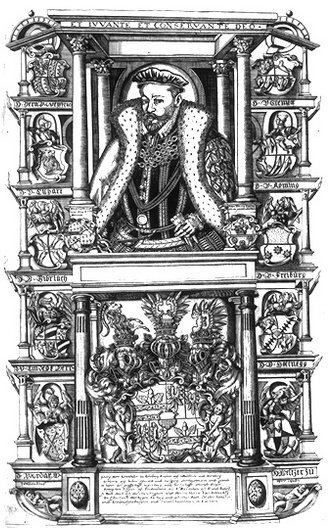
Freiherr Georg von Khevenhüller, um 1560/80

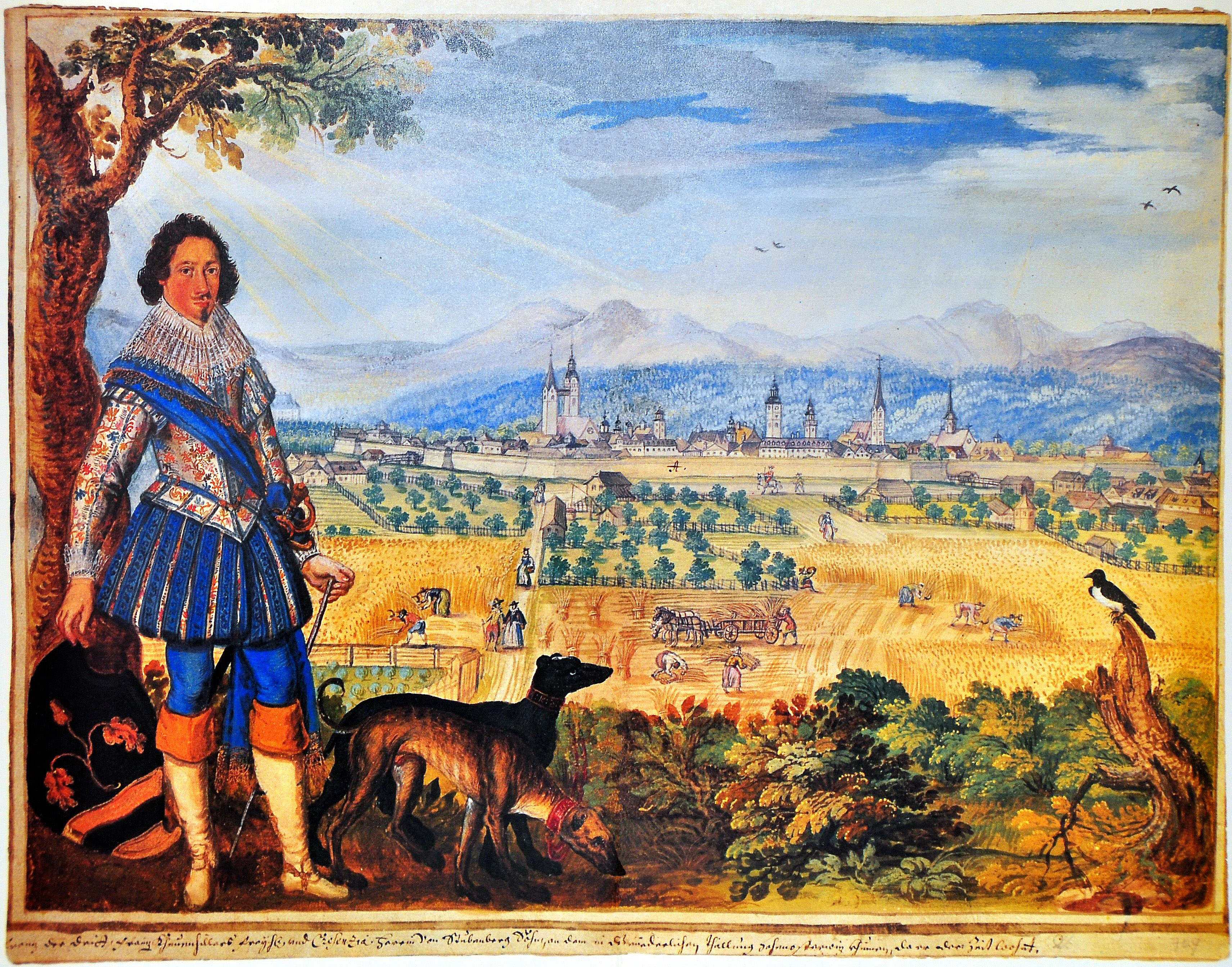
Freiherr Franz III. Khevenhüller vor den Toren von Klagenfurt, um 1615

- Ulrich Khevenhüller (* um 1430–1492) jüngster Sohn von Hans II. Khevenhüller
- Georg Freiherr von Khevenhüller (1533–1587), Kärntner Landeshauptmann
- Hans von Khevenhüller-Frankenburg (1538–1606), kaiserlicher Gesandter und Botschafter am Spanischen Hof
- Franz Christoph Graf von Khevenhüller-Frankenburg (1588–1650), Gesandter des Kaisers am Spanischen Hof
- Paul Khevenhüller (1593–1655), schwedischer Reichsrat und General
- Georg Augustin von Khevenhüller (1615–1653), kaiserlicher Kämmerer und General-Feldmarschall-Lieutenant
- Sigmund Friedrich von Khevenhüller (1666–1742), Landeshauptmann von Kärnten, Statthalter von Niederösterreich
- Ludwig Andreas von Khevenhüller (1683–1744), Feldmarschall
- Johann Joseph Fürst Khevenhüller-Metsch (1706–1776), Oberstkämmerer Maria Theresias
- Johann Franz Xaver Anton von Khevenhüller-Metsch (1737–1797), Obersthofmarschall und niederösterreichischer Landmarschall
- Franz von Khevenhüller-Metsch (1783–1867), kaiserlicher Feldzeugmeister
- Richard von Khevenhüller-Metsch (1813–1877), Politiker und Naturforscher, 5. Reichsfürst von Khevenhüller-Metsch
- Johann Carl Khevenhüller (1839–1905), Teilnehmer des österreichischen Freiwilligenkorps in Mexiko, 6. Reichsfürst von Khevenhüller-Metsch
- Rudolf von Khevenhüller-Metsch (1844–1910), Diplomat
- Alfred Khevenhüller-Metsch (1852–1911), Abgeordneter zum Reichsrat
- Melanie Khevenhüller-Metsch (1861–1954), adelige Automobilistin

## Fürsten von Khevenhüller-Metsch
- Siegmund Friedrich von Khevenhüller (1666–1742), 1725 Graf von Khevenhüller; ⚭ I Maria Renata Gräfin von Thannhausen, Tochter von Ignaz Graf von Thannhausen; ⚭ II Ernestina Leopoldina Gräfin von Orsini-Rosenberg
- Johann Joseph (1706–1776), dessen Sohn aus zweiter Ehe, 1763: 1. Fürst von Khevenhüller-Metsch; ⚭ Karolina Maria Augustina Gräfin von Metsch, Tochter von Graf Johann Adolf
- Johann Sigismund Friedrich (1732–1801), dessen Sohn, 2. Fürst von Khevenhüller-Metsch; ⚭ I Marie Anna Susanna Prinzessin von und zu Liechtenstein, Tochter des Prinzen Emanuel von und zu Liechtenstein; ⚭ II Marie Josephine Henriette Barbara Gräfin von Strassoldo, Tochter von Vincenz Graf Strassoldo
- Karl Maria Joseph Johann Baptist Clemens (1756–1823), dessen Sohn, 3. Fürst von Khevenhüller-Metsch; ⚭ Therese Gräfin von Morzin, Tochter von Karl Joseph
- Franz Maria Johann Joseph Hermann (1762–1837), dessen Bruder, 4. Fürst von Khevenhüller-Metsch; ⚭ I Maria Elisabeth Gräfin von Kuefstein, Tochter von Johann Adam; ⚭ II Maria Josepha Gräfin von Abensperg und Traun, Tochter von Otto; ⚭ III Christina Gräfin Zichy von Zich und Vasonykeö, Tochter von Karl
- Richard Maria Johann Basil (1813–1877), dessen Sohn, 5. Fürst zu Khevenhüller-Metsch; ⚭ Antonia Maria Gräfin Lichnowsky, Tochter von Fürst Eduard
- Johannes Franz Karl Eduard Joseph Nemesius (1839–1905), dessen Sohn, 6. Fürst zu Khevenhüller-Metsch; ⚭ Eduardine Gräfin von Clam-Gallas, Tochter von Eduard Clam-Gallas
- Anton Sigismund Joseph Maria (1873–1945), dessen Neffe, bis 1918 7. Fürst zu Khevenhüller-Metsch; ⚭ Gabriele Gräfin von Mensdorff-Pouilly

Familienoberhäupter seit 1918:
- Anton Sigismund Joseph Maria Khevenhüller-Metsch (1873–1945), s. o.
- Franz Eduard Khevenhüller-Metsch (1889–1977), Großneffe von Fürst Richard; ⚭ Anna Prinzessin zu Fürstenberg (1894–1928), Tochter von Max Egon II. zu Fürstenberg
- Maximilian Khevenhüller-Metsch (* 6. August 1919; † 24. März 2010) ⚭ Wilhelmine Gräfin Henckel von Donnersmarck (* 1932), Tochter von Lazarus Graf Henckel von Donnersmarck (1902–1991) und der Franziska Gräfin von und zu Eltz (1905–1997)
- Johannes Khevenhüller-Metsch (* 20. November 1956; † 26. November 2020); ⚭ Donna Camilla Borghese dei Principi di Nettuno (* 1962)
- Bartholomäus Khevenhüller-Metsch (* 1. Januar 1958); ⚭ Cristina Sanchez de Movellán y Garcia Ogara (* 1962)

## Benennungen
- Klagenfurt
  - Khevenhüllerstraße, westlich am Stadtzentrum, nach der Familie per Gemeinderatsbeschluss vom 25. Juli 1899.[2]
  - Khevenhüller-Kaserne – per Erlass des Bundesministeriums für Landesverteidigung vom 3. November 1967 wird die bis dahin nach dem Ortsteil benannte Kaserne Lendorf nach Feldmarschall Ludwig Andreas Graf von Khevenhüller (1683–1744) benannt.[3]
  - Infanterieregiment Graf von Khevenhüller Nr. 7 – 1888 nach wohl demselben Khevenhüller benannt
- Linz
  - Khevenhüllerstraße, 1876 nach Feldmarschall Ludwig Andreas Graf von Khevenhüller (1683–1744), der im österreichischen Erbfolgekrieg am 24. Jänner 1742 Linz eroberte[4]
  - Khevenhüller Gymnasium Linz, nach der Straße, wohin die Schule 1927 übersiedelte
  - Khevenhüller-Zentrum – Adresse der Identitären bis 2019 in Linz, Hagenstraße 20[5]
- Villach
  - Khevenhüllergasse, östlich der Villacher Innenstadt zwischen Freihausgasse und Hausergasse. Direkt an der Khevenhüllergasse befindet sich auch die 1896 eröffnete Khevenhüllerschule (Volksschule 1 Villach).[6]
- Wien
  - Khevenhüllerstraße, 18. und 19. Bezirk, am 18. Juli 1894 benannt nach Johann Joseph Graf Khevenhüller[7]
  - Palais Khevenhüller-Metsch, im 9. Bezirk, wurde 1858 von Anton Richard Fürst Khevenhüller-Metsch erbaut